# Cynoglossus joyneri
Cynoglossus joyneri es una especie de pez de la familia Cynoglossidae en el orden de los Pleuronectiformes.

## Distribución geográfica
Se encuentran desde las  costas de Corea y del sur del Japón hasta las del Mar de la China Meridional.